# Miami FC (2015)
Der Miami FC ist ein Franchise der Profifußball-Liga USL Championship aus der US-amerikanischen Stadt Miami im Bundesstaat Florida. Das Franchise wurde 2015 gegründet und spielte in den Spielzeiten 2016 und 2017 in der zweitklassigen North American Soccer League (NASL). Nach der Einstellung der NASL spielte man 2018 und 2019 in der National Premier Soccer League (NPSL). Ebenfalls spielte der Miami FC im Herbst 2019 in der National Independent Soccer Association (NISA). Zur Saison 2020 wechselte das Franchise in die zweitklassige USL Championship.

## Geschichte

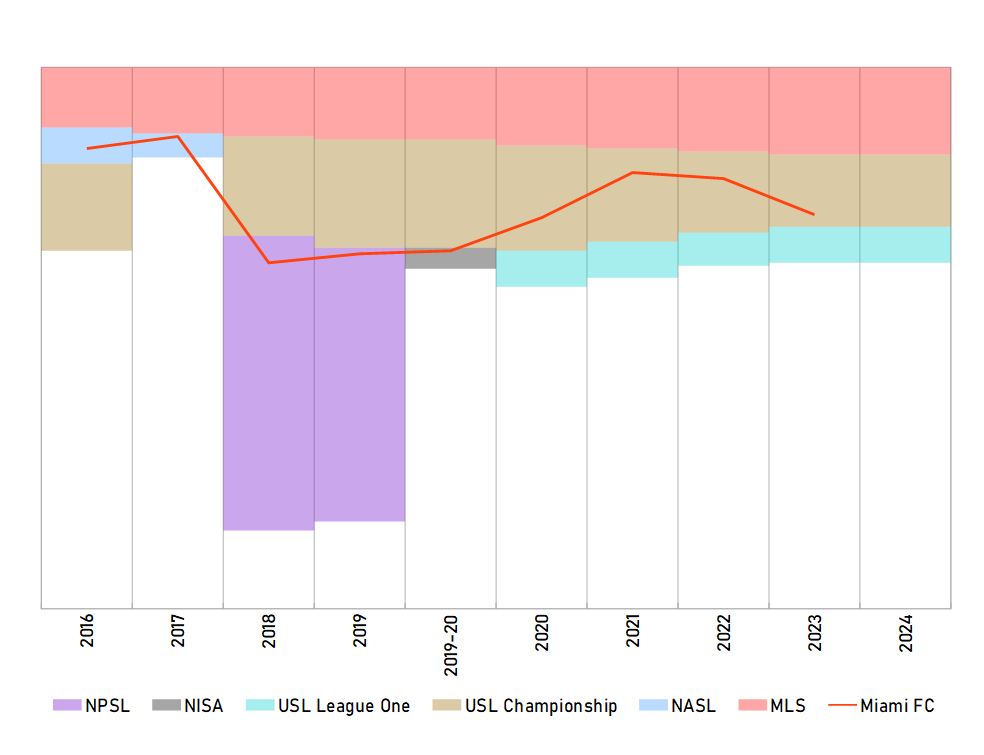
Historische Übersicht über die Leistungen Miamis in der regulären Saison des amerikanischen Fußballsystems.

Am 20. Mai 2015 erhielten Riccardo Silva und Paolo Maldini den Zuschlag für ein Franchise der als zweitklassig eingestuften NASL. Als erster Cheftrainer der Franchise-Geschichte wurde Alessandro Nesta verpflichtet. Die Mannschaft nahm zur Saison 2016 den Spielbetrieb auf. Nach der Saison 2017 wurde der Spielbetrieb der NASL eingestellt, da ihr der US-amerikanische Fußballverband den Status als Division II-Liga entzogen hatte. Während das Franchise auf die Fortsetzung der NASL wartete, sammelten die Spieler in der Saison 2018 als Miami FC 2 in der Amateurliga National Premier Soccer League (NPSL) Spielpraxis. Der Cheftrainer der Mannschaft wurde Paul Dalglish. Da die NASL auch zur Saison 2019 ihren Spielbetrieb nicht wieder aufnahm, trat die Mannschaft wieder als Miami FC in der NPSL an. Im Juli 2019 wurde bekannt, dass der Miami FC an der Fall Season 2019 der NISA teilnehmen werde.
Im Dezember 2019 kaufte man Ottawa Fury die Rechte für einen Platz in der zweitklassigen USL Championship ab, sodass die Mannschaft seit der Saison 2020 in dieser Liga spielt. Neuer Cheftrainer wurde Nelson Vargas; Dalglish wurde Präsident der Organisation. Im November 2023 übernahm der Italiener Antonio Nocerino zur Saison 2024 das Traineramt beim Miami FC.

## Stadion
- Pitbull Stadium; Miami, Florida (seit 2016)

Die Heimspiele werden im Pitbull Stadium, welches auf dem Gelände der Florida International University liegt, ausgetragen. Bereits 2009 wurden hier die Fußballspiele einer Fußballmannschaft namens „Miami FC“ ausgetragen. Diese nannte sich später in Fort Lauderdale Strikers um und spielte ebenfalls in der NASL.

## Eigentümer
Riccardo Silva, Mitinhaber des Unternehmens MP & Silva, welches Medienrechte verwaltet, und der ehemalige italienische Fußballnationalspieler Paolo Maldini sind die Eigentümer des Franchises. Silva ist Hauptanteilseigner und Präsident des Clubs.

## Trainer
- Alessandro Nesta: 2015–2017
- Paul Dalglish: 2018–2019
- Nelson Vargas: 2019–2020
- Paul Dalglish: 2020–2021
- Anthony Pulis: 2021–2023
- Lewis Neal: 2023 (interim)
- Antonio Nocerino: seit 2023